# 사샤 보이
사샤 가스통 보이(프랑스어: Sacha Gaston Boey, 2000년 9월 13일 ~ )는 프랑스의 축구 선수이다. 그의 포지션은 오른쪽 풀백으로, 현재 독일 분데스리가의 바이에른 뮌헨에서 활약하고 있다.

## 클럽 경력

### 렌
2019년 5월 5일, 보이는 2-2로 비긴 툴루즈와의 리그 1 경기에서 렌 소속으로 프로 데뷔전을 치렀다.
2020년 10월 5일, 보이는 디종으로 한 시즌간 임대되었다.

### 갈라타사라이
2021년 7월 26일, 갈라타사라이는 보이를 영입했다고 발표했다. 그의 계약 기간은 2025년 6월까지다. 8월 5일, 그는 1-1로 비긴 세인트 존스톤과의 유로파리그 3차 예선 1차전 경기에서 갈라타사라이 소속으로 데뷔전을 치렀고, 데뷔골을 기록했다.
2023년 5월 30일, 갈라타사라이는 앙카라귀쥐와의 36라운드 원정 경기에서 4-1로 물리치고 종료 2주를 앞두고 선두 자리를 꿰찼고, 역대 23번째 우승을 차지했다. 이로써 보이는 갈라타사라이 소속으로 2022–23 시즌 쉬페르리그 우승멤버 중 한 명이 되었다. 2023년 9월 20일, 그는 2-2로 비긴 코펜하겐과의 경기에서 챔피언스리그 첫 골을 기록했다.

### 바이에른 뮌헨
2024년 1월 28일, 분데스리가의 바이에른 뮌헨은 보이와 2028년 6월 30일까지 계약을 체결했다고 발표했다. 갈라타사라이에 따르면 초기 이적료는 €30M으로 발표되었고, €5M의 보너스 옵션 또한 포함됐다. 계약에는 향후 매각 수익을 지불해야 하는 셀온 조항과 친선 경기 2경기에 대한 조항도 포함되어 있으며, 이 경기 수익의 절반이 갈라타사라이에 할당된다.

## 국가대표팀 경력
프랑스에서 태어난 보이는 카메룬 혈통이며 국제 대회에서 프랑스와 카메룬을 대표해 뛸 자격이 있다. 그는 프랑스 U-17, U-18, U-20 연령대의 청소년 국가대표팀 일원으로 활약했다.
보이는 2021년 아프리카 네이션스컵에 참가한 카메룬 축구 국가대표팀 명단에 이름을 올렸지만, 최종 명단에서 제외되었다. 2022년 3월, 보이는 알제리와의 2022년 FIFA 월드컵 예선 경기를 앞두고 명단에 이름을 올렸지만, 다시 한번 최종 명단에서 제외되었다.
2022년 9월, 리고베르 송 카메룬 감독은 보이와 연락이 닿았지만, 카메룬 국가대표팀은 선수가 국제 대회에서 대표할 국가에 대한 결정을 내릴 때까지 "매일 기다리지는 않을 것"이라고 말했다.
2023년 5월 31일, 보이는 2023년 UEFA U-21 축구 선수권 대회에 참가한 프랑스 U-21 축구 국가대표팀 명단에 이름을 올렸다. 2023년 6월 14일, 그는 발목 부상으로 인해 U-21 대표팀에서 제외되었고, 발랑탱 장드레와 교체되어 U-21 선수권 대회에 불참했다.

## 수상 내역
갈라타사라이
- 쉬페르리그: 2022–23[19]